# Pingqiao
Pingqiao (en chino, 平桥; pinyin, Píngqiáo; Wade-Giles, p'ing ch'iao) es un distrito urbano bajo la administración directa de la Prefectura  Xinyang  en la Provincia de Henan, República Popular China.  Su área es de 1886 km² y su población total para 2020 superó los 850 mil habitantes. 

## Administración
Desde marzo de 2025, el  Distrito Pingqiao   se divide en 21 pueblos  administrados  en 7 subdistritos,   6 poblados y 8 villas.

## Toponimia
El topónimo Pingqiao [/ping-chiao/] significa "puente Ping «plano»".
En 1998, el Condado Xinyang (信阳县) fue elevado a distrito y llamado Pingqiao. El nombre proviene de un puente histórico de la era Ming, originalmente llamado "Puente de la Tumba del General Wang" (王将军坟桥). Posteriormente se renombró como Ping (平桥) por su diseño plano y recto, en contraste con los numerosos puentes de arco curvado típicos de la zona.